# Juan José Amador
Juan José Amador Castaño (Manizales, Caldas, 20 de abril de 1994) es un ciclista profesional colombiano. Actualmente corre para el equipo colombiano Supergiros-Alcaldía de Manizales de categoría amateur. Es hijo del exciclista profesional Santiago Amador. 
El 20 de mayo de 2019 la UCI anunció que había dado positivo por boldenona en un control antidopaje realizado en octubre de 2018, suspendiéndolo inmediatamente. Este hecho, junto al positivo por EPO de Wilmar Paredes poco después, provocó que el equipo Manzana Postobón Team cerrara operaciones para no verse involucrado en estos casos. Sin embargo, la UCI revocó su sanción en septiembre de 2020, exonerándolo de toda culpa tras la contramuestra negativa hecha en la Universidad de Caldas y que la UCI no pudo refutar, lo que le permitió regresar a competencia y firmar desde octubre con el Equipo Continental Supergiros.

## Palmarés
2016
- Campeonato de Colombia Contrarreloj Junior
- Campeonato Panamericano Persecución por equipos Junior

## Equipos
- Manzana Postobón Team[4] (2017-05.2019)
- Equipo Continental Supergiros[5] (10.2020-12-2020)
  -  Supergiros-Alcaldía de Manizales (2021-)